# Піддубне (Гвардійський міський округ)
Піддубне (рос. Поддубное) — селище Гвардійського міського округу, Калінінградської області Росії. Входить до складу Славинського сільського поселення.
Населення — 52 особи (2015 рік).

## Населення
| 2010 |
| ---- |
| 52   |